# EL Loko

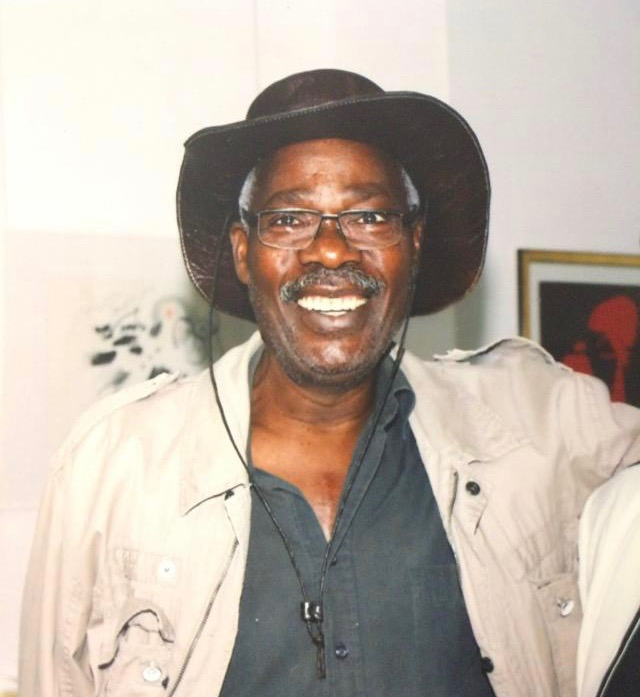
EL Loko

EL Loko (eigentlich Edoh Lucien Loko; * 11. Februar 1950 in Pedakondji, Togo; † 13. September 2016 ebendort) war ein togolesischer Maler, Grafiker, Bildhauer und Autor. Als ein in Deutschland lebender Künstler afrikanischer Herkunft erlangte sein Werk internationale Anerkennung. EL Loko gehörte zu den bedeutendsten Vertretern zeitgenössischer afrikanischer Kunst in der Diaspora.

## Leben

### Kindheit und Ausbildung
EL Loko wurde 1950 in dem Fischerdorf Pédakondji nahe der togolesischen Hauptstadt Lomé geboren. Mit 15 Jahren begann er eine Ausbildung zum Textildesigner in der ghanaischen Hauptstadt Accra, die er nach drei Jahren abschloss und daraufhin für zwei Jahre als Textildesigner arbeitete. Im Anschluss bewarb er sich für einen Studienplatz an der staatlichen Kunstakademie Düsseldorf. Nachdem er eine Zusage für den Studienplatz erhalten hatte, half sein späterer Professor Joseph Beuys bei der Finanzierung eines Flugtickets, und EL Loko zog nach Deutschland, um das Studium anzutreten.

### Studium und Arbeit
1971 begann EL Loko ein Studium der Malerei, Bildhauerei und Grafik an der staatlichen Kunstakademie Düsseldorf. Zu seinen Professoren zählten Joseph Beuys, Rolf Crummenauer und Erwin Heerich. 1977 erhielt er den Abschluss „Freie Kunst“ mit der Ernennung zum Meisterschüler. EL Loko ist damit einer der ersten akademisch ausgebildeter Künstler in Deutschland mit afrikanischer Herkunft.
Schon während des Studiums in den 1970er Jahren wurde EL Loko zu einer bekannten Figur in der Düsseldorfer Kunstszene. Erste Kunstwerke EL Lokos, vor allem Holzschnitte, wurden deutschlandweit ausgestellt und verkauft.
Mit Ablauf seiner Aufenthaltserlaubnis, die nur für das Studium erteilt war, drohte EL Loko 1978 die Ausweisung aus der Bundesrepublik. Mit der Unterstützung von Joseph Beuys und Professor-Kollegen, Kunstkritikern, Museumsdirektoren und dem damaligen Duisburger Bürgermeister Helmut Wieczorek konnte EL Loko einen gerichtlichen Vergleich erzielen, welcher ihm ermöglichte nach einmaliger Ausreise wieder dauerhaft nach Deutschland zurückzukehren. EL Loko beschreibt rückblickend seine Erfahrung der Ausweisung und Wiederkehr in seiner 1986 erschienenen Autobiografie „Der Blues in mir“.
Seit 1982 lebte und arbeitete EL Loko als freischaffender Künstler zuerst in Duisburg und später in Köln. Zahlreiche Projekte und Arbeitsphasen brachten ihn immer wieder in seine Heimat Togo zurück.
2016 verstarb EL Loko unerwartet in seinem Geburtsort Pédakondji.

## Werk
EL Lokos Œuvre erstreckt sich über einen Zeitraum von mehr als vier Jahrzehnten und umfasst Arbeiten der unterschiedlichsten Techniken, Materialien und Genres – von Grafik und Malerei, über Plastik, Assemblage, Installation und Performance bis hin zur Fotografie. Zwischen afrikanischer Tradition und europäischer Moderne entwickelte EL Loko eine eigene Formsprache und seine unverkennbare künstlerische Ausdruckskraft.
EL Lokos eigens entwickelte Technik der „Doppelgrundmalerei“ kennzeichnet sich durch die Kombination und Überschichtung von Materialien. EL Loko mischte verschiedene Materialien wie Sand, Pigmente und Öl auf verschiedenen Untergründen wie Leinwand, Nessel oder Holz und kreierte damit einen ausgeprägten und einzigartigen Stil, der sich durch alle Werkreihen zieht.

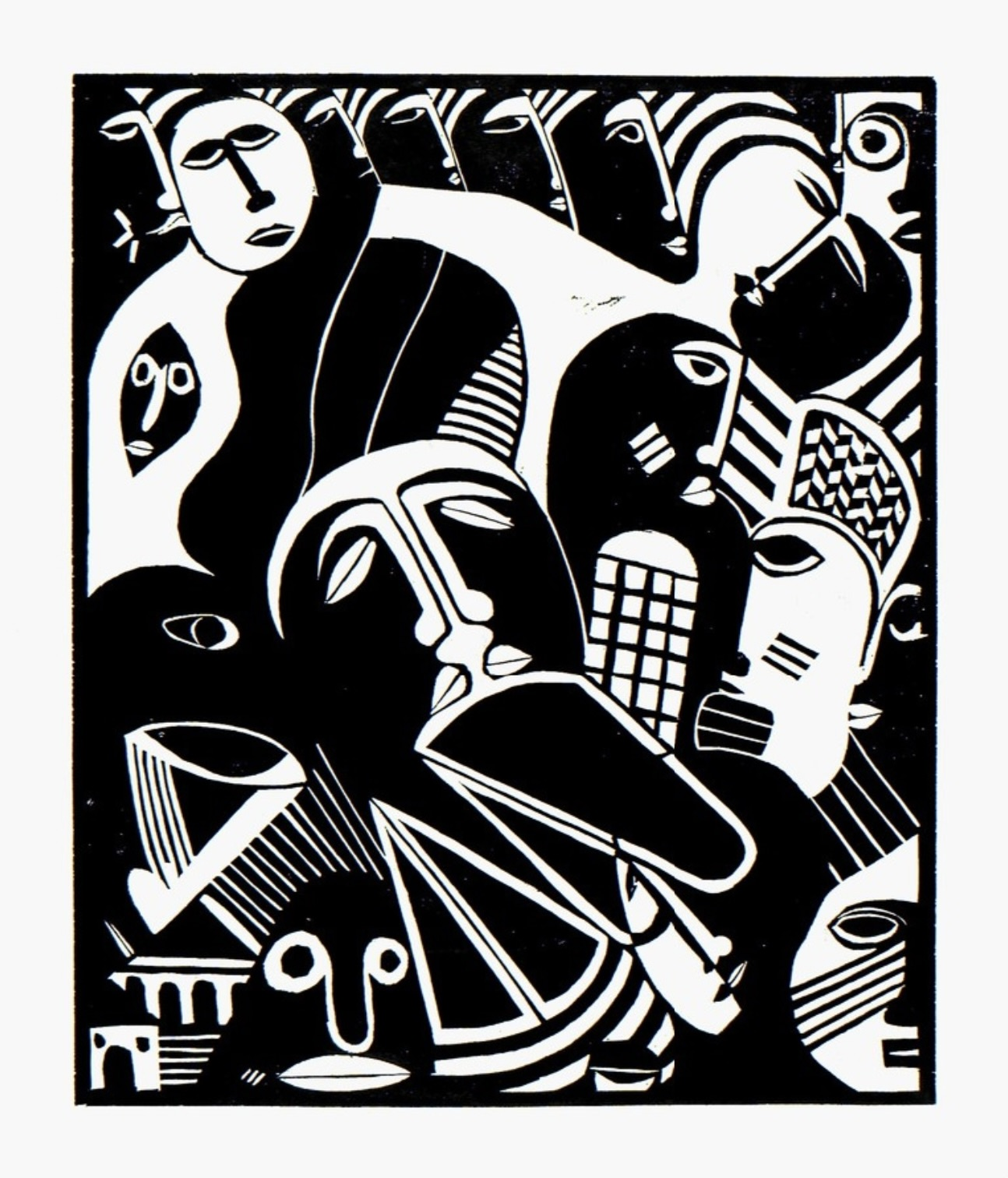
EL Loko, Ballade des Retourdataires, Holzschnitt Druck, 1977

### Holzschnitte
In den 1970er und 1980er Jahren stellte EL Loko eine Vielzahl von Druckgrafiken her. Bereits zu seiner Zeit in Accra besuchte EL Loko die Ausstellungen nigerianischer Künstler und war von der Druckgrafik fasziniert. Zu Beginn seines Studiums widmete er sich daher, ermuntert durch Beuys, der Herstellung von Holzdrucken. Diese zeigen Landschaften und Menschenbilder, in denen die Mythen, Chiffren und Symbole sowie die ästhetische Form seiner kulturellen Heimat und seines afrikanischen Ursprungs sichtbar werden. EL Lokos umfangreiches grafisches Werk besiegelte den Beginn seines künstlerischen Schaffens und ist als Fundament seiner späteren Werkzyklen zu sehen.

### Kosmische Lettern

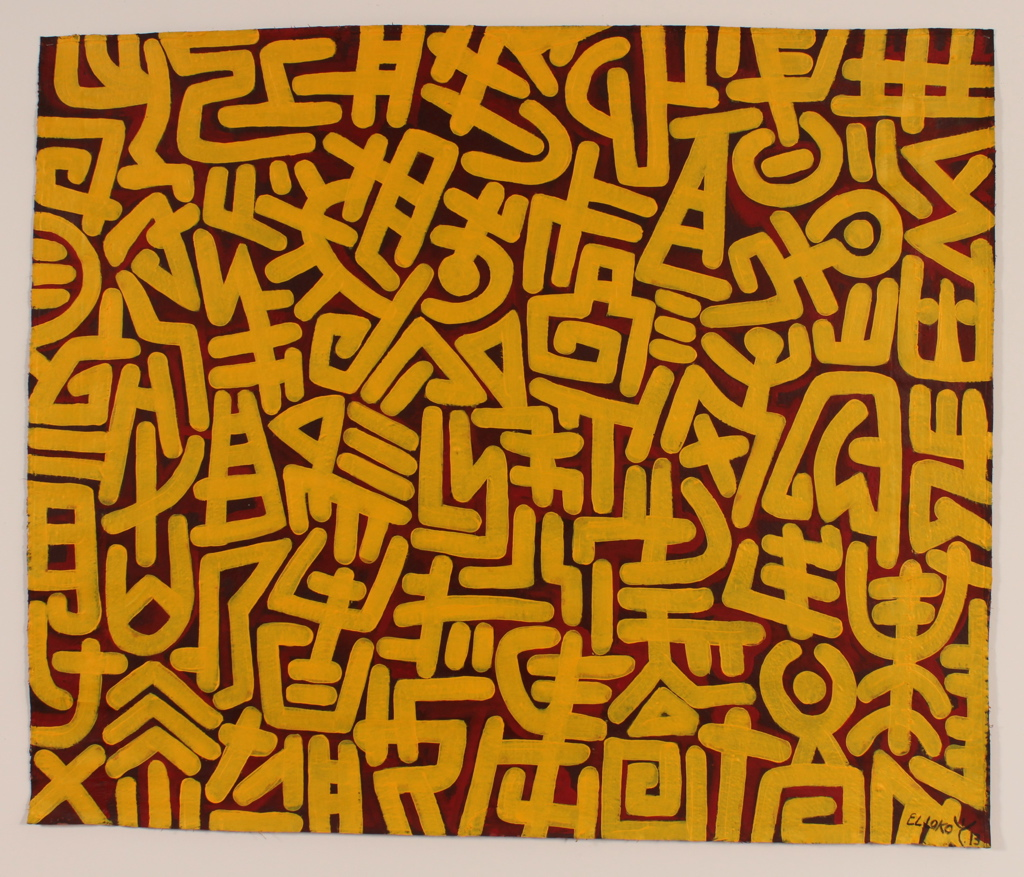
EL Loko, Kosmisches Alphabet, PE.VO.TO. 22, Acryl auf Nessel, 131 × 155 cm, 2013

Seit Anfang der 1990er Jahre schaffte EL Loko in Malerei, Installationen und Skulpturen eine eigene Bildsprache, die er „Kosmische Lettern“ nannte. Diese zeigen ornamentale Verläufe, Figurationen, Urzeichen und Chiffren, die in ihrer Zusammenfassung ein „Kosmisches Alphabet“ ergeben.
Für EL Loko waren herkömmliche, zur Verständigung genutzte Sprachen auch immer ein Instrument zur Ausgrenzung und des Machtmissbrauchs. Mit den Kosmischen Lettern bestrebte EL Loko die Erschaffung eines universellen Alphabets, das ohne festgelegte Bedeutungen, die Erschließung einer ganz individuellen Bedeutung für jeden einzelnen ermöglicht und eine Reise zu sich selbst und dem Ganzen ist. Mit den Kosmischen Lettern hat EL Loko versucht „eine Sprache zu begründen, die niemandem gehört und in der sich doch jeder wiedererkennt“.

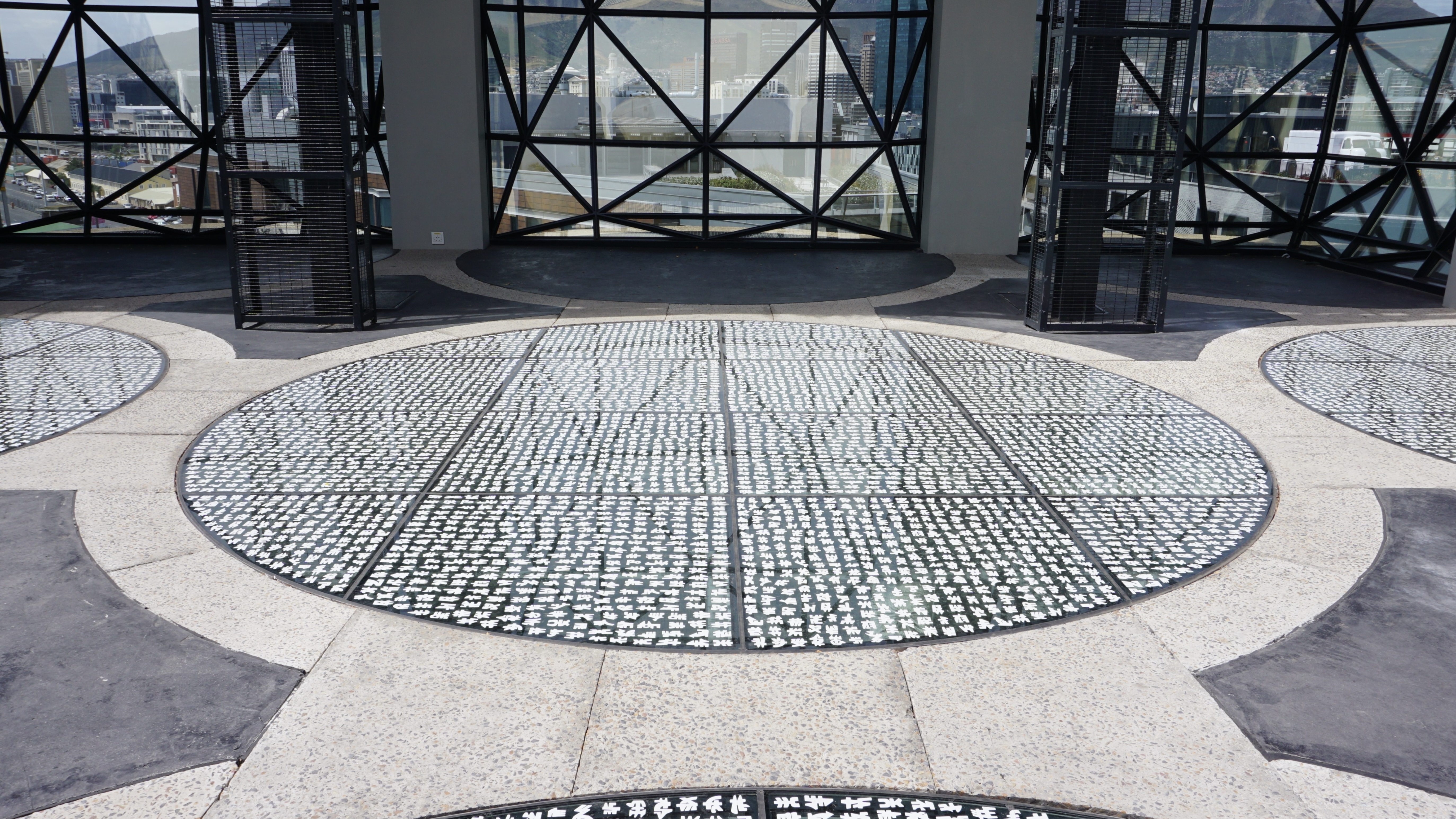
EL Loko, Cosmic Alphabet - Nine laminated glass discs at Zeitz Mocca

EL Lokos Bildsprache wird dabei durch die Kombination von irdischen, transzendenten und religiösen Symbolen zu einer Begegnung zwischen den Kulturen, beruhend auf der Kunst des 20. Jahrhunderts und der kollektiven Erinnerungen Afrikas.
EL Lokos Kosmische Lettern sind seit 2016 dauerhaft im Zeitz Museum of Contemporary Art Africa in Kapstadt, Südafrika zu sehen. Werke von EL Loko befinden sich zudem in der Dauerausstellung zur Kunst Afrikas im Museum Fünf Kontinente in München.

### Weltengesichter

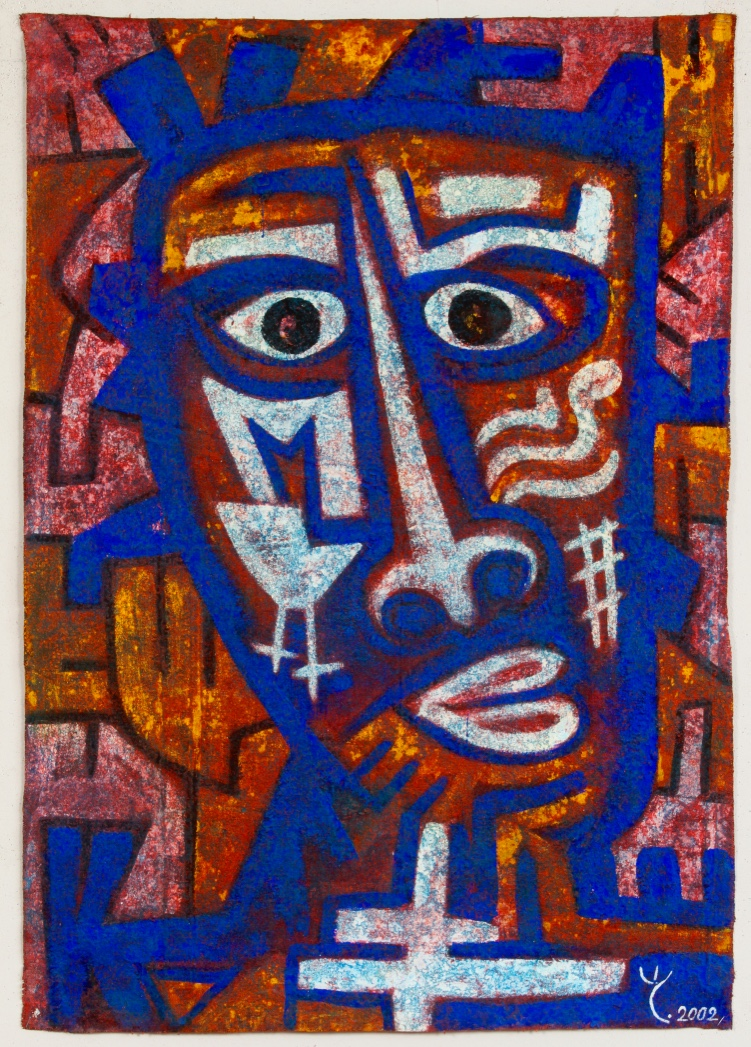
EL Loko, Weltengesichter, KÖPO, Leinwand mit Pigmenten behandelt, 2002

Verbunden mit den Kosmischen Lettern suchte EL Loko in seiner Werkreihe „Weltengesichter“ nach einer globalen Identität. Die Weltengesichter sind in Gemälden verschiedener Größen dargestellt, in denen sich auch Elemente des Kosmischen Alphabets wiederfinden. Verschiedene Farbgebungen in schwarz, weiß, gelb und rot spiegeln verschiedene menschliche Völker wider. Gesichter präsentieren sich ohne spezifische Merkmale, die eine Zuordnung zu Herkunft oder Geschlecht möglich machten. Gezeigt wird, in scheinbar unendlicher Vielfalt der Gestaltung, das universal-Gesicht der Menschen. EL Lokos Weltengesichter sind Gesichter des „anderen“, die uns auf Augenhöhe anblicken, und wie ein Spiegel unserer selbst erscheinen.

### Installationen
EL Loko schuf zahlreiche Installationen, die sich thematisch mit der Geschichte und Verbindung von Afrika und Europa befassen. In seiner Installation „Dem Rudel das Bild erklären“ stellt EL Loko 27 Wandobjekte und 69 Einzelskulpturen zusammen. Die Installation thematisiert das Verständnis und die Betrachtungsweise von Afrika in der Welt.

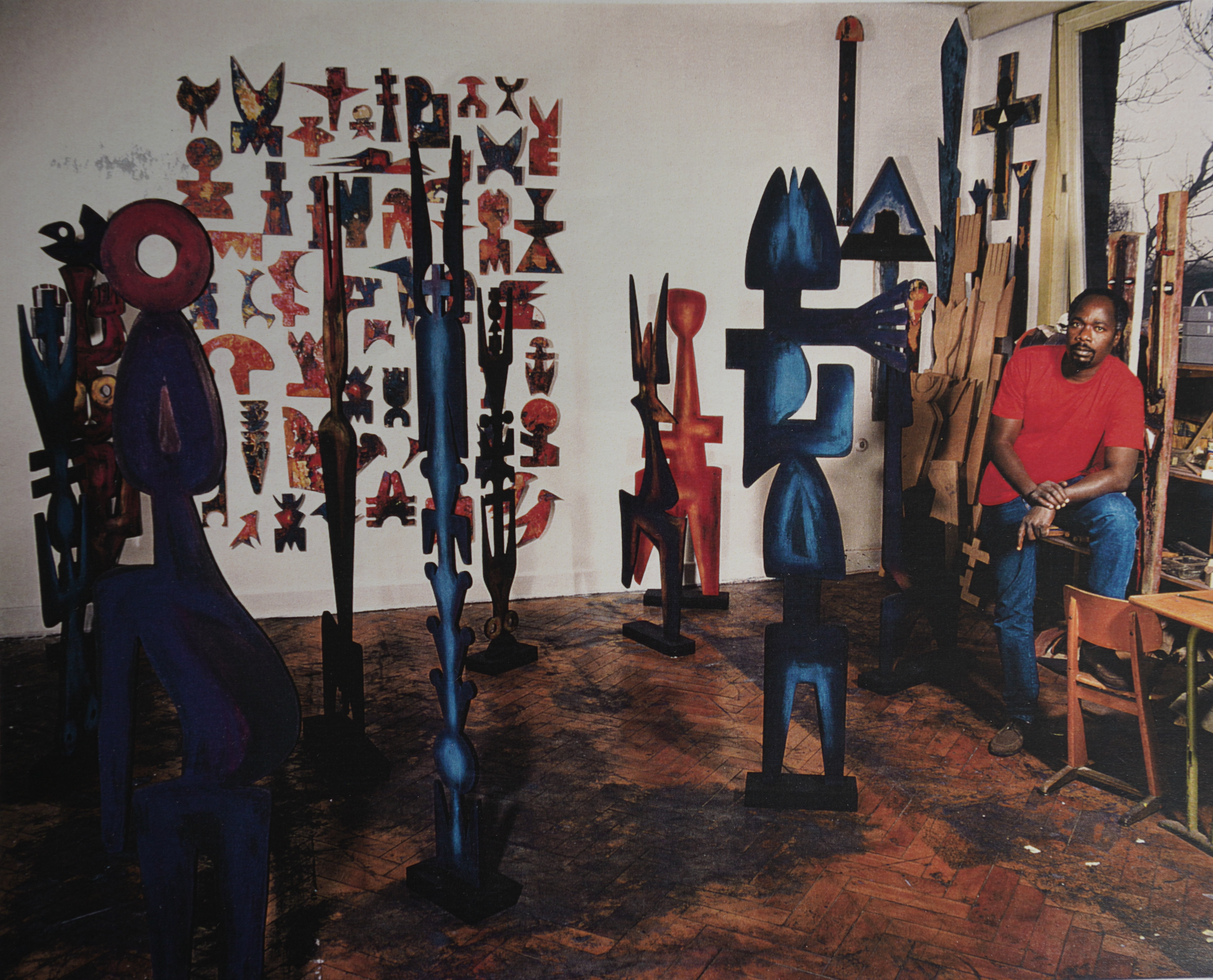
EL Loko in seinem Atelier in Duisburg, 1990

### Bildhauerisches Werk
Die Reduktion der Formen auf äußere Konturen, die seit der Auseinandersetzung mit Druckgrafik Einzug in sein Werk fand, wird in EL Lokos bildhauerischen Arbeiten fortgeführt. Die bildhauerischen Arbeiten sind überwiegend aus Holz, wobei EL Loko auch Stahlskulpturen für den öffentlichen Raum schuf, wie die Auftragsarbeit der Stahlskulptur „Toleranz“ für die Stadt Emmerich in 1993.

### Literarisches Werk
Zu dem literarischen Werk von EL Loko zählen ein Gedichtband und zwei Prosatexte, darunter seine Autobiografie „Der Blues in mir“ von 1986. In der Autobiografie „Der Blues in mir“ erzählt EL Loko wie er – angetrieben von einem romantisch verklärten Deutschlandbild – sein Heimatland Togo verlässt, um in Deutschland seine künstlerische Verwirklichung zu suchen. Trotz demütigender Inquisitionen der Behörden und der vermessenen Forderung „Er solle in seiner Kunst „afrikanisch“ bleiben“, findet EL Loko - der sich als Mensch versteht, „der in den Besitzt zweier Wahrheiten gelangt ist“ - seine künstlerische Heimat in Deutschland.

### Projekte
EL Loko verstand sich als Bindeglied und Mittler zwischen dem afrikanischen und europäischen Kontinent. Zahlreiche von EL Loko initiierte Projekte förderten junge Künstler Afrikas und stellten einen ständigen Dialog und Austausch zwischen Kulturschaffenden beider Kontinente her. 1992 gründete EL Loko das Künstleraustauschprojekt „Afrikanisch-Europäische-Inspiration“, welches in den Folgejahren Projekte sowie Ausstellungen von Künstlern beider Kontinente in Togo sowie in Deutschland ermöglichte.

## Zitat
„es gibt keinen Ort,
keinen winzigen Fleck auf dieser Welt,
welcher aus dir, aus mir,
aus jemandem
einen König machen wird.
Es ist deine,
meine,
eines jedes einzelnen Pflicht,
seine Umgebung in ein Königreich zu verwandeln.“

## Ausstellungen

### Einzelausstellungen
- 1972 Galerie May, Düsseldorf
- 1973 Die Brücke, Düsseldorf
- 1974 Rathaus der Stadt Duisburg; Carl Duisburg Gesellschaft, Düsseldorf; Galerie Monique, Stadtlohn
- 1975 Galerie Dörner, Hagen; Galerie KiS, Düsseldorf; Studienhaus VHS, Düsseldorf; Ghana Museum Accra, Ghana; Goethe – Institut Lomé, Togo
- 1977 The Fox Trappe Gallery, Washington D.C., USA; The Gallery, Boston, USA; African – American Historical and Cultural Museum, Philadelphia, USA; Peg Alston Arts, New York, USA; African – American Museum of Arts, Boston, USA; Clarens White Contemporary Arts, Chicago, USA; Mayflower Gallery, Boston, USA
- 1978 Henkel KG Düsseldorf; Galerie Palette Röderhaus, Wuppertal; Galerie Korte, Hemer; Internationales Sprachinstitut, Bonn; Galerie „Am Markt“ Kunstkreis, Hofgeismar
- 1979 Goethe – Institut Lomé, Togo; National Arts Center, Accra, Ghana
- 1980 Bürgerhaus Hochdal, Erkrath
- 1981 Städtische Sammlung, Duisburg
- 1982 Sparkasse Bochum
- 1983 Galerie Peter Noser, Zürich, Schweiz (mit Bernhard Lüthi)
- 1984 Galerie Altona, Hamburg
- 1988 Galerie Zeitkunst, Stuttgart
- 1989 Galerie Kunst(+)raum, Köln; Westdeutsche Landesbank Düsseldorf; Galerie Kollektiv, Wuppertal
- 1990 Städtische Galerie Schloss Neersen
- 1991 IFA Galerie, Bonn; Galerie EL Patio, Bremen; Galerie Peter Schädiger, Düsseldorf; Cubus Kunsthalle, Duisburg
- 1992 „Stahlskulpturen in der Natur“ Mülheim; Kunst und Kulturbüro, Krefeld;
- 1993 Ev. Versöhnungskirche, Waldshut; Kunstverein Emmerich; Galerie 48, Mainz; Ausstellungshalle alpha druck, Alsdorf
- 1994 Savannah-Gallery, London; Bildungswerk, Rosenheim; Christa Lörx, Xanten
- 1995 Galerie Rolink, Steinfurt; Wilhelm Lehmbruck Museum, Duisburg; Galerie Hexagone, Aachen; ARKA Kulturwerkstatt Zeche Zollverein, Essen
- 1996 Galerie M20, Hamburg; Galerie Toenissen, Köln
- 1997 Dany Keller Galerie, München; Galerie Stücker, Brunsbüttel
- 1998 Galerie Frings, Brunsbüttel; Hospitalhof, Stuttgart; Städtisches Museum, Kalkar; 7ième Triennale der Kleinplastik, Stuttgart
- 1999 Lippische Gesellschaft für Kunst, Detmold; Galerie Xenos, Frankfurt; Städtische Galerie, Mainz
- 2000 Galerie Toenissen, Köln; St.-Pius-Gemeinde, Würselen
- 2002 Galerie Beethovenstrasse, Düsseldorf
- 2003 Europäischer Kunsthof Vicht, Stolberg
- 2004 Europäischer Kunsthof Vicht, Stolberg; Gesellschaft für bildende Kunst, Trier; Hohenloher Kunstverein, Hohenlohe; Kunstverein Aalen, Aalen; Iwalewa Haus, Bayreuth
- 2005 Fritz-Winter-Haus, Ahlen; Fritz-Winter Atelier, Diessen; Galerie Beethovenstraße, Düsseldorf
- 2006 Deutsche Welle, Bonn
- 2007 Oberhessisches Museum, Gießen
- 2012 SOLO für EL Loko, Dany Keller Galerie, Germany
- 2013 Kunstverein Hohenaschau, Bayern / Germany
- 2014: Cosmic Alphabet, ARTCO Gallery, Aachen, Germany
- 2015: Weltengesichter, Citykirche St. Nikolaus, Aachen, Germany
- 2021 Cut in Wood, ARTCO Gallery Aachen, Germany

### Gruppenausstellungen
- 1973 Schloss Remseck, Stuttgart
- 1974 Galerie Stodiek, Mönchengladbach
- 1975 Museum Katharinenhof, Kranenburg; Galerie KiS, Düsseldorf
- 1977 Secon World Bank Black African Festival of Arts and Culture, Lagos, Nigeria; Neighborhood Art Center Atlanta, USA; Martin Luther King Memorial Library, Washington D.C., USA; Morgan State University, Baltimore; Capitol East Graphics, Washington D.C., USA
- 1978 African Arts in America, Boston, USA; Vassar College Urban Center, Poughkeepsie, New York, USA
- 1980 Museum Rade, Hamburg
- 1983 Lehmbruck Museum, Duisburg
- 1984 Galerie Peter Noser, Zürich, Schweiz – Art 15’84 Basel; Städtische Galerie Wolfsburg
- 1987 Wanderausstellung „Schöpfung zwischen Untergang und neuer Welt“; „Mensch und Integration“, Kunstverein Oberhausen; „Ohne die Rose tun wir es nicht – für Joseph Beuys“; „Brennpunkt“, Kunst Museum Düsseldorf; Nordjyllands Kunstmuseum Aalborg/Dänemark; Lijevalchs Konsthall, Stockholm/Schweden; Kunstmuseum Malmö/Schweden
- 1988 „Botschaft“, Kunstverein Wehr-Öflingen; „9 × Farbe“, Galerie Baumgarten, Freiburg; Biennale an der Ruhr 88, Städtische Galerie Schloss Oberhausen
- 1992 Künstlerprojekt „europäisch-afrikanische Inspiration“, Pédakondji/Togo
- 1993 „Pédakondji“, Kunstpalast Düsseldorf
- 1994 „La route de l’art sur la route de l’esclavage“, Frankreich; „Pédakondji“, Grassi Museum Leipzig, Städtische Galerie Prien und Kunsthaus Hamburg
- 1995 4. Biennale Istanbul, Türkei
- 1996 Galerie M20, Hamburg; Galerie Toenissen, Köln
- 1997 „Ondambo“, Windhuk/Namibia
- 1998 Flughafengalerie Stuttgart; National Gallery, Windhoek/Namibia; 7ième Triennale der Kleinplastik, Stuttgart
- 1999 Fondazione mudima, Mailand/Italien
- 2000 „L’Afrique en créations“, Lille/Frankreich; Große Kunstausstellung NRW, Düsseldorf
- 2001 Galerie en Beedentuin/Niederlande
- 2002 Galerie im Turm, Köln
- 2003 Große Kunstausstellung NRW, Düsseldorf
- 2004 Kunstverein, Bad Salzdetfuhrth
- 2005 Biennale Dak’art, à Dakar/Sénégal; Biennale de Saint Brieux/France; Museum of modern art, Santo Domingo/Rep. Dominicaine; Atelier der Tanneurs, Bruxelles/Belgique
- 2007 Transcape, Cape Town/South Africa
- 2008 Centro Atlantico de arte modern de Las Palmas de Gran Canaria
- 2010 Artco Galerie Herzogenrath, Germany Festival mondial des Arts nègre Dakar/Senegal
- 2012 Black Germany, Kunsthaus München
- 2013 Kunsthalle Bremen; Übersee-Museum Bremen; Johannesburg Art Fair; Omeka Gallery Lagos, Artco Galerie Aachen, Deutschland
- 2014: FNB Joburg Art Fair, Johannesburg, South Africa (ARTCO Gallery);  1:54 Contemporary African Art Fair, Somersethouse, London, UK;  Ein Spiel - Überall, ARTCO Gallery, Aachen, Germany;  Cologne Paper Art, Cologne, Germany;  ART 14, London, UK
- 2015: 1:54 Contemporary African Art Fair, Somersethouse, London; Art Vilnius, Vilnius, Lithuania
- 2016 Maskerade, ARTCO Gallery, Aachen, Germany
- 2018 Summer Exhibition, ARTCO Gallery, Aachen, Germany; AKAA Art Fair, Paris, France; FNB Joburg Art Fair, Johannesburg, South Africa; Investec Cape Town Art Fair, CTICC, Cape Town
- 2019 Tradition & Moderne - Masken, Afrikahaus, Aachen, Germany
- 2020 4 ON LEVEL 3, Charity Show, ARTCO Gallery Cape Town, South Africa; Wegweiser, ARTCO Gallery, Berlin, Germany; Investec Cape Town Art Fair, CTICC, Cape Town
- 2021 Four by Nine, ARTCO Gallery Aachen, Germany; Paper Positions Art Fair, Berlin, Germany; AKAA Paris, France
- 2022 AFRIKA, Schloss Zweibrüggen, Germany
- 2024 AKAA Fair, Paris; Artist Activist Archivist: Bernhard Luthi invites, Fondation Opale, Switzerland

## Literarische Werke
- Das Kuckucksei – Ahoba. Iatros Verlag, Dienheim 2009, ISBN 978-3-86963-352-7.
- Der Blues in mir – Eine autobiographische Erzählung. Verlag M. Krumbeck, Graphium press, Oberhausen 1986, ISBN 3-9800259-4-2.
- Mawuena – Gedichte und Holzschnitte. Franke Eigenverlag, Erkrath 1983.